# Le Dénonciateur (film, 1986)
Pour plus de détails, voir Fiche technique et Distribution.
Le Dénonciateur (The Whistle Blower) est un film d'espionnage britannique réalisé par Simon Langton, sorti en 1986. 

## Synopsis
Frank Jones, vétéran de guerre et membre des services secrets britanniques, enquête sur la mort de son fils Bob, un linguiste  au centre d'écoute des services secrets britanniques. Peu de temps auparavant, un espion russe avait été découvert parmi les employés de l'administration et un collègue de Bob assassiné dans sa voiture. Bob, refusant de croire que son ami s'est suicidé, pensait avoir trouvé un lien entre les deux événements, mais personne ne l'avait écouté...

## Fiche technique
- Titre original : The Whistle Blower
- Titre français : Le Dénonciateur
- Réalisateur : Simon Langton
- Scénariste : John Hale et Julian Bond d'après le roman éponyme de John Hale
- Montage : Robert Morgan
- Musique : John Scott
- Costumes : Raymond Hugues
- Photographie : Fred Tammes
- Producteurs : Geoffrey Reeve
- Sociétés de production : MGM
- Sociétés de distribution : MGM
- Pays d’origine : Royaume-Uni
- Langue : anglais
- Format : Couleur
- Genre : Espionnage
- Durée : 100 minutes
- Dates de sortie :
  -  Royaume-Uni : 5 juin 1987
  -  États-Unis : 10 juillet 1987

## Distribution
- Michael Caine : Frank Jones
- James Fox : Lord
- Nigel Havers : Bob Jones
- Felicity Dean : Cynthia Goodburn
- John Gielgud : Sir Adrian Chapple
- Kenneth Colley : Bill Pickett
- Gordon Jackson : Bruce
- David Langton : Le ministre du gouvernement
- Barry Foster : Charles Greig
- Dinah Stabb : Rose
- James Simmons : Mark
- Katherine Reeve : Tiffany Goodburn
- Bill Wallis : Ramsay Dodgson
- Trevor Cooper : Inspecteur Bourne
- Peter Miles : Stephen Kedge
- Arturo Venegas : Alex
- Peter Mackriel : Flecker